# Edward Martyn
Pour les articles homonymes, voir Martyn.
Edward Martyn (30 janvier 1859 - 5 décembre 1923) est un dramaturge irlandais, premier dirigeant du Sinn Féin, de 1905 à 1908.